# Vera Mónica
Vera Mónica (Rio de Janeiro 7 de Abril de 1956) é uma conceituada actriz portuguesa.

## Biografia
Vera Mónica nasceu em 7 de Abril de 1956 no Rio de Janeiro. Filha da fadista Lina Lopes (Emelina dos Mártires Lopes, 1925-2006), viajou muito com a mãe.
[carece de fontes?] Começa a chamar a atenção e estreia-se pelas mãos de Carlos Quintas e António do Cabo no luandense teatro Avenida, com a peça Família até Certo Ponto.
Mais tarde participa em Só as Borboletas São Livres (onde contracena com Vasco Morgado filho),  em O Processo de Jesus e em Antígona.
[carece de fontes?]
Passa para o teatro Maria Vitória, no Parque Mayer, onde se estreia na sua primeira revista, Até Parece Mentira, no dia 19 de Outubro de 1974.
Segue-se outra revista P'ra Trás Mija a Burra (1975), no  teatro ABC, Parque Mayer, e em 1976, Vasco Morgado convida Vera Mónica para integrar o elenco do musical Godspell, no teatro Villaret.
No teatro da Trindade, faz a opereta A Invasão, com Carlos Quintas. Faz televisão, grava discos e percorre o mundo.
Entre os elogios recebidos destacam-se o de Laura Alves, que admirava o seu porte em cena, ou os de César de Oliveira, José Carlos Ary dos Santos e Ivone Silva que lhe chamavam "Vera Mónica, a actriz versátil".
Em 1996, depois da revista Ai Quem Me Acode, no teatro ABC, Vera Mónica deixa as luzes da ribalta. Vai viver para Itália, onde reencontra o amor de novo, continua a representar e dá voz ao fado.
Só em 2005 regressa a Portugal. Volta aos palcos para um musical A Canção de Lisboa de Filipe La Féria. Entretanto entra em outros musicais e na carreira aquando da revista Agarra Que É Honesto (onde contracenou com Heitor Lourenço), no teatro Maria Vitória.
Seguem-se vários trabalhos na televisão e o regresso à revista portuguesa.
Em 2018 participa nas séries de televisão: Excursões AirLino e Circo Paraíso.

## Prémios e Reconhecimento
Em 2022, recebeu da Câmara Municipal de Lisboa a Medalha Municipal de Mérito Cultura, no aniversário do 100º aniversário do Parque Mayer. 

## Televisão
| Ano       | Programa                           | Personagem                 | Canal | Notas                |
| --------- | ---------------------------------- | -------------------------- | ----- | -------------------- |
| 1975      | Nicolau no País das Maravilhas     |                            | RTP   | Série                |
| 1975      | Espião Nacionalizado Nosso         |                            | RTP   | Telefilme            |
| 1976      | Hotel Show                         |                            | RTP   | Especial Ano Novo    |
| 1977      | A Feira                            | Várias Personagens         | RTP   |                      |
| 1980      | Eu Show Nico                       | Várias Personagens         | RTP   | com Nicolau Breyner  |
| 1981      | E o Resto são Cantigas             | Várias Personagens         | RTP   |                      |
| 1989      | Canto Alegre                       | Várias Personagens         | RTP   | Série                |
| 1989      | Crime à Portuguesa                 | Paula                      | RTP   | pequena participação |
| 1990      | Nem o Pai Morre nem a Gente Almoça | Enfermeira Maria dos Anjos | RTP   | pequena participação |
| 1993      | Grande Noite                       | Várias Personagens         | RTP   |                      |
| 1994      | Cabaret                            | Várias Personagens         | RTP   |                      |
| 1994      | Desculpem Qualquer Coisinha        |                            | RTP   |                      |
| 1996      | Polícias                           | Alexandra                  | RTP   | pequena participação |
| 1996-1997 | Vidas de Sal                       | Suzete Esteves             | RTP   | Telenovela           |
| 1997      | Cuidado com o Fantasma             |                            | SIC   | pequena participação |
| 2006      | Camilo em Sarilhos                 | Madame Zuleica             | SIC   | pequena participação |
| 2007      | Chiquititas                        | Beatriz                    | SIC   | pequena participação |
| 2008      | Aqui Não Há Quem Viva              | Sra. Botelho               | SIC   | pequena participação |
| 2009      | Rebelde Way                        |                            | SIC   | pequena participação |
| 2010      | Agarra Que é Honesto!              | Vários Personagens         | TVI   |                      |
| 2018      | Excursões AirLino                  | Secundina                  | RTP   | Série                |
| 2018      | Circo Paraíso                      | Regina Garibaldi           | RTP   | Série                |
| 2020      | Amar Demais                        | Lina                       | TVI   | Telenovela           |
| 2021      | Amor Amor                          | Guarda Prisional           | SIC   | Telenovela           |

## Teatro
- 1972 a 1974:
- - Família Até Certo Ponto - Teatro Avenida (Luanda, Angola)[12]
- - Três Anjos Caíram no Céu - Teatro Avenida (Luanda, Angola)
- - O Homem do Princípio ao Fim - Teatro Avenida (Luanda, Angola)
- - Só as Borboletas São Livres - Teatro Avenida (Luanda, Angola)
- - O Processo de Jesus - Teatro Avenida (Luanda, Angola)
- - Antígona - Teatro Avenida (Luanda, Angola)
- 1974 - A Menina Alice e o Inspector - Teatro Capitólio
- 1974 - Até Parece Mentira!" - Teatro Maria Vitória[13]
- 1975 - Para Trás Mija a Burra - Teatro ABC[14]
- 1976 - Godspell - Teatro Villaret[15]
- 1976 - Cada Cor Seu Paladar - Teatro ABC[16]
- 1977 - Em Águas de Bacalhau - Teatro ABC[17]
- 1978 - Põe-te na Bicha - Teatro ABC[18]
- 1978 - Direita Volver - Teatro ABC[19]
- 1979 - Não Deites Foguetes! - Teatro Variedades
- 1981 - A Invasão - Teatro da Trindade[20]
- 1982 - Ó Zé Arreganha a Taxa - Teatro Variedades[21]
- 1984 - O Bem Tramado - Teatro Maria Vitória[22]
- 1984? - Catraias e Vinho Verde
- 1986 - Lisboa, Tejo e Tudo - Teatro ABC
- 1988 - A Prova dos Novos - Teatro Variedades
- 1989 - Ai Cavaquinho - Teatro ABC/Teatro Capitólio
- 1991 - Vamos a Votos - Teatro Maria Vitória
- 1992 - Quem Tem ECU Tem Medo - Teatro Maria Vitória
- 1993 - Maldita Cocaína - Teatro Politeama (Personagem: Raquel)
- 1995 - Às Nove em Ponto - Teatro ABC
- 1997 - Ai Quem me Acode? - Teatro ABC

- 2005 - A Canção de Lisboa - O Musical - Teatro Politeama
- 2006 - Música no Coração - O Musical - Teatro Politeama
- 2008 - Já Chegámos à Madeira - Teatro Baltazar Dias (Funchal)
- 2008 - Piratada à Portuguesa - Teatro Maria Vitória
- 2009 - Agarra Que É Honesto - Teatro Maria Vitória
- 2013 - Lisboa Amor Perfeito - Teatro Maria Vitória
- 2014 - É Revista, Com Certeza! - Digressão
- 2014 - Tudo Isto é Fardo - Teatro Maria Vitória
- 2014 - A Língua da Sogra - Digressão
- 2015 - Velhos São os Trapos - Digressão (Personagem: Clarisse)
- 2015 - Alô é Vera - Cinema São Jorge (Monólogo)
- 2016-2018 - Ol(h)á Florbela! - Digressão
- 2019 - Vou Levar-te Comigo - Digressão[23]

## Cinema
- 2018 - Alfama em Si, de Diogo Varela Silva (rodado em 2017)